# コンデナスト・トラベラー
コンデナスト・トラベラー（Condé Nast Traveler）は、アメリカの大手出版社・コンデナスト社が発行する旅行雑誌。

## 概要

### 旅行専門誌
1987年にアメリカのコンデナスト社から旅行情報の専門誌として創刊され、現在はイギリスやアメリカ、イタリア版などが発行されている。ビジネス、観光両方の旅行者をターゲットにした紙面づくりが売りである。

### 名物企画
年1回行われる読者によるホテル、客船会社、航空会社などの人気投票「ゴールドリスト」や、旅行会社やゴルフコース、スパなどを選ぶ「ホットリスト」は、業界内で権威あるランキングの一つである。毎年4月には「ホットリスト」の発表を兼ねたパーティーが行われる。